# Nastri d'argento 2013
Els Nastri d'argento 2013 foren la 68a edició de l'entrega dels premis Nastro d'Argento (Cinta de plata) que va tenir lloc el 6 de juliol de 2013 al teatre grecoromà de Taormina. a la inauguració del Taormina Film Fest. Fou presentada per Laura Delli Colli. Les candidatures foren fetes públiques el 30 de maig de 2013 al MAXXI - Museo nazionale delle arti del XXI secolo a Roma. No es van atorgar premis a les produccions estrangeres en aquesta edició.

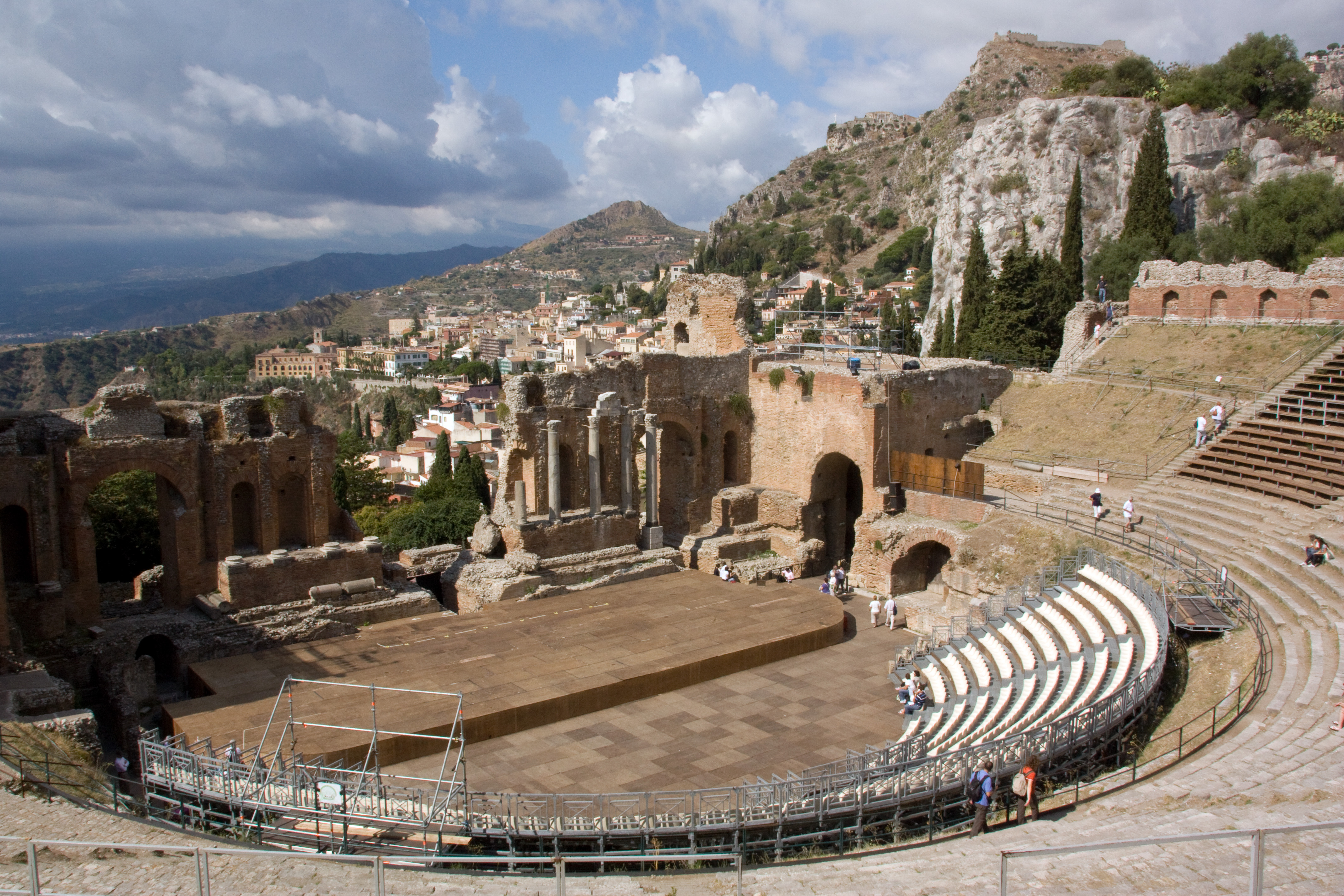
El Teatre de Taormina on s'entreguen els premis.

## Guanyadors

### Millor director
- Giuseppe Tornatore - La migliore offerta
- Roberto Andò - Viva la libertà
- Marco Bellocchio - Bella addormentata
- Claudio Giovannesi - Alì ha gli occhi azzurri
- Paolo Sorrentino - La grande bellezza

### Millor director novell
- Valeria Golino - Miele
- Giuseppe Bonito - Pulce non c'è
- Leonardo Di Costanzo - L'intervallo
- Alessandro Gassmann - Razzabastarda
- Luigi Lo Cascio - La città ideale

### Millor pel·lícula de comèdia
- Viaggio sola de Maria Sole Tognazzi
- Benvenuto Presidente! de Riccardo Milani
- Buongiorno papà de Edoardo Leo
- Tutti contro tutti de Rolando Ravello
- Una famiglia perfetta de Paolo Genovese

### Millor productor
- Isabella Cocuzza i Arturo Paglia - La migliore offerta
- Simone Bachini, Giorgio Diritti, Lionello Cerri en col·laboració amb Valerio De Paolis - Un giorno devi andare
- Angelo Barbagallo - Viva la libertà
- Donatella Botti - Il rosso e il blu i Viaggio sola
- Nicola Giuliano e Francesca Cima - La grande bellezza
- Riccardo Scamarcio e Viola Prestieri - Miele

### Millor argument
- Massimo Gaudioso i Matteo Garrone - Reality
- Fabio Bonifacci - Benvenuto Presidente!
- Pappi Corsicato i Monica Rametta - Il volto di un'altra
- Maurizio Braucci i Leonardo Di Costanzo - L'intervallo
- Ivan Cotroneo, Francesca Marciano e Maria Sole Tognazzi - Viaggio sola

### Millor guió
- Roberto Andò i Angelo Pasquini - Viva la libertà
- Marco Bellocchio, Veronica Raimo i Stefano Rulli - Bella addormentata
- Giuseppe Piccioni i Francesca Manieri - Il rosso e il blu
- Paolo Sorrentino i Umberto Contarello - La grande bellezza
- Giuseppe Tornatore - La migliore offerta

### Millor actor protagonista
- Aniello Arena - Reality
- Raoul Bova e Marco Giallini - Buongiorno papà
- Luca Marinelli - Tutti i santi giorni
- Valerio Mastandrea - Gli equilibristi i Viva la libertà
- Francesco Scianna - Itaker - Vietato agli italiani

### Millor actriu protagonista
- Jasmine Trinca - Miele i Un giorno devi andare
- Margherita Buy - Viaggio sola
- Laura Chiatti - Il volto di un'altra
- Laura Morante - Appartamento ad Atene
- Kasia Smutniak - Benvenuto Presidente! i Tutti contro tutti

### Millor actriu no protagonista
- Sabrina Ferilli - La grande bellezza
- Claudia Gerini - Il comandante e la cicogna i Una famiglia perfetta
- Anna Foglietta - Colpi di fulmine
- Eva Riccobono - Passione sinistra
- Fabrizia Sacchi - Viaggio sola

### Millor actor no protagonista
- Carlo Verdone - La grande bellezza
- Stefano Altieri - Tutti contro tutti
- Carlo Cecchi - Miele
- Fabrizio Falco - È stato il figlio i Bella addormentata
- Michele Riondino - Acciaio i Bella addormentata

### Millor fotografia
- Luca Bigazzi - L'intervallo, La grande bellezza e Un giorno speciale
- Roberto Cimatti - Un giorno devi andare
- Italo Petriccione - Educazione siberiana
- Federico Schlatter - Razzabastarda
- Fabio Zamarion - La migliore offerta

### Millor vestuari
- Maurizio Millenotti - Reality e La migliore offerta
- Patrizia Chericoni - Educazione siberiana
- Roberto Chiocchi - Il volto di un'altra
- Daniela Ciancio - La grande bellezza
- Grazia Colombini - È stato il figlio

### Millor escenografia
- Maurizio Sabatini i Raffaella Giovannetti - La migliore offerta
- Marco Dentici - Bella addormentata e È stato il figlio
- Francesco Frigeri - Venuto al mondo
- Rita Rabassini - Educazione siberiana
- Paolo Bonfini - Reality

### Millor muntatge
- Massimo Quaglia - La migliore offerta
- Clelio Benevento - Viva la libertà
- Walter Fasano - Viaggio sola
- Giogiò Franchini - Miele
- Giuseppe Trepiccione - Alì ha gli occhi azzurri

### Millor so en directe
- Emanuele Cecere - La grande bellezza i Miele
- Maurizio Argentieri - Venuto al mondo
- Gaetano Carito con Pierpaolo Merafino - Bella addormentata
- Gilberto Martinelli - La migliore offerta
- Carlo Missidenti - Un giorno devi andare

### Millor banda sonora
- Ennio Morricone - La migliore offerta
- Thony - Tutti i santi giorni
- Marco Betta - Viva la libertà
- Pivio e Aldo De Scalzi - Razzabastarda
- Lele Marchitelli - La grande bellezza

### Millor cançó
- Amor mio de Cesare Cremonini cantada per Gianni Morandi - Padroni di casa
- Il silenzio de Mokadelic i Niccolò Fabi - Pulce non c'è
- Hey Sister de Violante Placido - Cose cattive
- La cicogna de Vinicio Capossela & Banda Osiris - Il comandante e la cicogna
- Grovigli di Malika Ayane - Tutti i rumori del mare
- Se si potesse non morire de Francesco Silvestre cantada per Modà - Bianca come il latte, rossa come il sangue

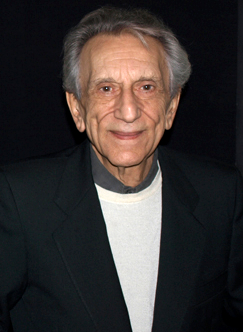
Roberto Herlitzka.

### Nastro d'Argento especial
- Roberto Herlitzka a la carrera
- Sergio Castellitto i Margaret Mazzantini

### Nastro extraordinari de l'any
- Toni Servillo, per Bella addormentata, Viva la libertà i La grande bellezza

### Nastro d'argento de l'any
- Io e te

### Premi Guglielmo Biraghi
- Rosabell Laurenti Sellers - Buongiorno papà, Gli equilibristi i Passione sinistra
- Filippo Scicchitano - Un giorno speciale i Bianca come il latte, rossa come il sangue

#### Biraghi joveníssim
- Jacopo Olmo Antinori - Io e te
- Giulia Valentini - Un giorno speciale

### Premio especial per la cançó
- Marco Alemanno i Lucio Dalla - Pinocchio

### Premi dels patrocinadors

#### NastroBulgari
- Tea Falco

#### PremiPersolal personatge de l'any
- Maria Sole Tognazzi - Viaggio sola

#### PremiHamiltonbehind the camera - Opera prima
- Alessandro Gassmann - Razzabastarda

#### Premio Cusumano a la comèdia
- Francesca Neri - Una famiglia perfetta

### Millor documental
- Terramatta de Costanza Quatriglio
- Anja, la nave de Roland Sejko
- Il gemello de Vincenzo Marra
- Il Mundial dimenticato de Filippo Macelloni i Lorenzo Garzella
- Noi non siamo come James Bond de Mario Balsamo

### Millor documental sobre cinema
- Giuseppe Tornatore - Ogni film un'opera prima de Luciano Barcaroli i Gerardo Panichi
- Carlo! de Gianfranco Giagni i Fabio Ferzetti
- Furio Scarpelli de Francesco Ranieri Martinotti
- Il leone di Orvieto de Aureliano Amadei
- L'insolito ignoto de Sergio Naitza

#### Premi especial de l Jurat
- Il gemello de Vincenzo Marra

#### Mencions especials
- Il leone di Orvieto d'Aureliano Amadei
- L'insolito ignoto de Sergio Naitza
- The Summit de Franco Fracassi i Massimo Lauria

#### Premi a la carrera
- Giovanna Gagliardo

#### Premio especial millor actor protagonista
- Giuliano Montaldo - Quattro volte vent'anni

### Corti d'argento

#### Millor curtmetratge
- Tiger Boy de Gabriele Mainetti
- Ciro de Sergio Panariello
- La casa di Ester de Stefano Chiodini
- La legge di Jennifer d'Alessandro Capitani
- La prima legge di Newton de Piero Messina

#### Premi especial del Jurat
- Ciro de Sergio Panariello

#### Cinemaster
- La legge di Jennifer d'Alessandro Capitani

#### Targa millor curt d'animació
- Muri puliti de Davide Tromba

#### Mencions especials
- Cecilia Dazzi, actriu
- Tommaso Arrighi, per la producció
- Babylon Fast Food d'Alessandro Valori

#### Premi especial
- Il turno di notte lo fanno le stelle d'Edoardo Ponti